# Elizabeth Pitcairn
Elizabeth Pitcairn (* 5. Dezember 1973 im Bucks County, Pennsylvania) ist eine US-amerikanische klassische Violinistin. Sie spielt auf einer im Jahr 1720 gebauten Stradivari-Geige, die als „Red Mendelssohn“ bekannt ist.

## Leben und musikalische Karriere
Elizabeth Pitcairn wuchs in einer musikalischen Familie auf. Ihre Mutter Mary Eleanor Pitcairn (geb. Brace) ist eine an der Juilliard School ausgebildete Cellistin und Musikpädagogin. Ihr Vater Laren Pitcairn († 2018) studierte Violine und Gesang und engagierte sich als Vorstand der Opera Company of Philadelphia und weiterer musikalischer Institutionen. Ihr Urgroßvater John Pitcairn (1841–1916), ein in Schottland geborener amerikanischer Industrieller und Philanthrop, hatte als Mitbegründer der Pittsburgh Plate Glass Company die finanziellen und gesellschaftlichen Grundlagen geschaffen, die das Umfeld der Familie prägten. In einem Interview nach einer möglichen genetischen Veranlagung gefragt, sagte Elizabeth Pitcairn: „Auf jeden Fall! Ich habe das absolute Gehör von meinem Vater geerbt, der es wiederum von seiner niederländischen Mutter geerbt hat, die Klavier spielte und sang. Und meine Mutter ist professionelle Cellistin und eine großartige Musikerin.“
Pitcairn begann im Alter von drei Jahren mit dem Geigenspiel. Nach dem Besuch der Solebury School in New Hope (Pennsylvania) studierte sie Violine an der Thornton School of Music der University of Southern California (USC) in Los Angeles. In dieser Zeit war sie Mitglied der Schwesternschaft Gamma Phi Beta. Später unterrichtete sie gemeinsam mit ihrem ehemaligen Lehrer Robert Lipsett an der University of Southern California sowie an der Colburn School, einer privaten Hochschule für Musik und Tanz.
Mit 14 Jahren debütierte Pitcairn als Solistin mit dem Newark Delaware Symphony. Es folgten Auftritte mit dem Philadelphia Orchestra in der Academy of Music. Von 1994 bis 1997 war sie Konzertmeisterin des American Youth Symphony (AYS) unter Mehli Mehta, dem Vater von Zubin Mehta. 1997/1998 nahm sie am Marlboro Music Festival teil.
Ihr New Yorker Debüt gab Elizabeth Pitcairn im Jahr 2000 mit dem New York String Orchestra in der Alice Tully Hall des Lincoln Center. Seither konzertiert sie international als Solistin und hat Aufnahmen mit dem Symphonieorchester des slowenischen Rundfunks, dem Sofia Philharmonic Orchestra und dem Helsingborg Symphony Orchestra veröffentlicht.
Seit 2012 ist Pitcairn Direktorin und künstlerische Leiterin des Luzerne Music Center (LMC) in Lake Luzerne, wo am Fuße der Adirondack Mountains im Rahmen eines jährlichen Sommer-Musikcamps acht Wochen lang Musikunterricht für junge Musikerinnen und Musiker aus der ganzen Welt angeboten wird. Pitcairn begann ihre lange Beziehung zum LMC, als sie in den Sommern 1988 und 1989 selbst als Teilnehmerin das Camp besuchte. 
Das Camp pflegt seit seiner Gründung im Jahr 1980 enge Beziehungen zu Musikern des Philadelphia Orchestra und des New York City Ballet, die jeden Sommer im nahegelegenen Saratoga Springs auftreten. Die professionellen Musiker geben Meisterkurse und treten als Gastkünstler im Camp auf.

## Red Mendelssohn
Pitcairn spielt auf der 1720 von Antonio Stradivari gefertigten, auch „Red Mendelssohn“ genannten Violine, zu deren bekannten Vorbesitzern die deutsche Violinistin Lilli Bohnke geb. von Mendelssohn († 1928) zählte. Elizabeth Pitcairn war 16 Jahre alt und in ihrem Abschlussjahr an der High School, als ihr Großvater ihr das wertvolle historische Instrument schenkte, nachdem er bei einer Auktion von Christie’s in London im Jahr 1990 das Höchstgebot (rund 1,7 Millionen US-Dollar) abgegeben hatte. Zu diesem Zeitpunkt war es der höchste Preis, der jemals bei einer Auktion für eine Violine bezahlt wurde. Die „Red Mendelssohn“ gilt als Inspiration für den Oscar-prämierten Film Die rote Violine.